# Brightest Blue
Brightest Blue é o quarto álbum de estúdio da cantora inglesa Ellie Goulding, lançado em 17 de julho de 2020 pela Polydor Records. Originalmente, seria lançado em 5 de junho de 2020, porém o lançamento do álbum foi adiado devido à pandemia de COVID-19. O álbum foi precedido por quatro singles: "Worry About Me", "Power", "Slow Grenade" e "Love I'm Given", e apresenta vocais convidados de Blackbear, Diplo, Juice Wrld, Lauv, serpentwithfeet e Swae Lee. É o primeiro álbum de Goulding desde Delirium (2015).
Brightest Blue recebeu críticas geralmente positivas dos críticos musicais. O álbum também foi um sucesso comercial. Tornou-se o terceiro álbum de Goulding a atingir o primeiro lugar na parada de álbuns oficiais do Reino Unido e o quarto álbum a estrear entre os três primeiros na parada. O álbum também alcançou o top dez em vários outros países. Para promover o álbum, Goulding deveria embarcar na Brightest Blue Tour em 28 de abril de 2021, mas foi adiada para 5 de outubro de 2021 devido às restrições do COVID-19 no Reino Unido.

## Antecedentes
Em janeiro de 2017, Goulding anunciou que o trabalho sobre novas músicas havia começado. Em abril do mesmo ano, o produtor BloodPop revelou nas redes sociais que estava no estúdio com Goulding. Nesse mesmo mês, Goulding lançou uma colaboração com Kygo intitulada "First Time". Em 24 de outubro de 2018, ela lançou "Close to Me" com Diplo e Swae Lee. Ela disse ao The Guardian no início de 2019: "Foi escrita por mim". Ela ainda falou de três novas músicas: "Flux", "Love I'm Given" e "Electricity". "Flux" foi lançada em 1º de março do mesmo ano.
Em julho de 2019, Goulding afirmou que seu próximo material a ser lançado seriam as músicas "Woman I Am" e "Start". Em novembro, ela lançou sua versão da canção de Natal "River" de Joni Mitchell, que liderou a parada de singles  do Reino Unido, tornando-se seu terceiro single número um no país e a última música número um no Reino Unido da década de 2010. Em uma entrevista em março de 2020 ao Heart, Goulding revelou que o álbum "vem em duas partes", acrescentando que ela toca guitarra, baixo e piano no projeto. Durante uma aparição no The Late Late Show with James Corden, ela descreveu o álbum como tendo dois lados, revelando que o primeiro lado apresentará músicas escritas inteiramente por ela, enquanto o segundo é descrito como "como um alter ego" e contém o maioria dos singles lançados de 2018 a 2020.

## Lançamento e formato
Em 27 de maio de 2020, Goulding anunciou Brightest Blue como o título do álbum, juntamente com a capa, datas e formatos de lançamento e lista de faixas. A pré-encomenda do álbum foi feita ao lado do anúncio. O primeiro lado, Brightest Blue, possui 13 faixas no total, enquanto o segundo EG.0, apresenta os lançamentos "Close to Me", "Hate Me" e "Worry About Me", lançados anteriormente, além de duas novas faixas. Originalmente estava previsto para ser lançado em 5 de junho de 2020, mas foi adiado para 12 de junho e posteriormente para 17 de julho do mesmo ano. Em 13 de julho do mesmo ano, ela lançou um trailer do álbum no YouTube. Em apoio ao álbum, Goulding embarcou na Brightest Blue Tour, que começou em 28 de abril de 2021.
Para o lançamento físico do álbum, Goulding e sua equipe optaram por ter cópias fabricadas com o maior número possível de materiais ecológicos. De acordo com a loja digital oficial de Goulding, um CD normal de disco único é embalado em uma Digisleeve fabricada com papelão reciclado certificado pelo FSC e é selado em um invólucro "à base de plantas". Variações de formatos, como fitas cassete e discos de vinil, também foram fabricadas com materiais e embalagens plásticas minimizadas ou recicladas. Goulding acrescentou: "[...] foram feitos grandes progressos nisso e estou satisfeita por termos conseguido impulsionar o setor, mas ainda estamos nos esforçando para fazer mais"

## Promoção

### Singles
Em 13 de março de 2020, Goulding lançou "Worry About Me", uma colaboração com Blackbear, como o primeiro single do álbum. O videoclipe para a música foi dirigido por Emil Nava, e foi lançado no mesmo dia. Após o lançamento da música, ela recebeu críticas geralmente positivas dos críticos musicais. Comercialmente, a música estreou no número 78 na parada principal de singles do Reino Unido. Em 21 de maio de 2020, "Power" foi lançado como o segundo single do álbum. Dirigido por Imogen Snell e Riccardo Castano, seu videoclipe foi lançado juntamente com a música. A canção alcançou a posição 86 na parada principal de singles do Reino Unido. "Slow Grenade", em parceria com o cantor norte-americano Lauv, foi lançado como terceiro single em 30 de junho de 2020. "Love I'm Given" foi lançado como o quarto single do álbum em 19 de agosto de 2020, junto com um videoclipe.

## Lista de faixas
| Brightest Blue – Lado A |                                        | |                                    |         |  |
| N.º                     | Título                                 | Compositor(es)                                                                                      | Produtor(es)                       | Duração |  |
| 1.                      | "Start" (com part. de serpentwithfeet) | Elena Goulding Joseph Kearns Maxwell Cooke Jonathan Josiah Wise                                     | Kearns Cooke [a] Forest Swords [a] | 5:07    |  |
| 2.                      | "Power"                                | Goulding Jamie Scott Jonathan Coffer David Frank Paich Lucy Taylor Nicholas James Gale Jack Tarrant | Scott Coffer                       | 3:11    |  |
| 3.                      | "How Deep Is Too Deep"                 | Goulding Kearns Finlay Dow-Smith                                                                    | Starsmith Kearns [a]               | 3:25    |  |
| 4.                      | "Cyan"                                 | Goulding Kearns Jim Eliot Dow-Smith                                                                 | Kearns Eliot [a] Starsmith [a]     | 0:57    |  |
| 5.                      | "Love I'm Given"                       | Goulding Kearns Eliot                                                                               | Kearns Eliot Mike Wise             | 3:29    |  |
| 6.                      | "New Heights"                          | Goulding Patrick Wimberly Kearns Cooke                                                              | Kearns Wimberly                    | 4:12    |  |
| 7.                      | "Ode to Myself"                        | Goulding Kearns                                                                                     | Kearns                             | 1:51    |  |
| 8.                      | "Woman"                                | Goulding Eli Teplin Tobias Jesso Jr. Christopher Stacey                                             | Kearns Starsmith Teplin            | 3:47    |  |
| 9.                      | "Tides"                                | Goulding Kearns Dow-Smith                                                                           | Starsmith                          | 3:51    |  |
| 10.                     | "Wine Drunk"                           | Goulding Kearns                                                                                     | Kearns                             | 0:48    |  |
| 11.                     | "Bleach"                               | Goulding Kearns                                                                                     | Kearns Wimberly [a]                | 3:17    |  |
| 12.                     | "Flux"                                 | Goulding Kearns Eliot                                                                               | Kearns Cooke                       | 3:50    |  |
| 13.                     | "Brightest Blue"                       | Goulding Kearns Eliot                                                                               | Kearns Eliot                       | 4:49    |  |
| Duração total:          | Duração total:                         | Duração total:                                                                                      | Duração total:                     | 42:34   |  |

| EG.0 – Lado B  |                                               | |                                                                   |         |  |
| N.º            | Título                                        | Compositor(es)                                                                                                 | Produtor(es)                                                      | Duração |  |
| 14.            | "Overture"                                    | James Wyatt | Wyatt Kearns                                                      | 1:17    |  |
| 15.            | "Worry About Me" (com part. de Blackbear)     | Goulding Savan Kotecha Ilya Salmanzadeh Peter Svensson Matthew Musto                                           | Ilya                                                              | 2:59    |  |
| 16.            | "Slow Grenade" (com part. de Lauv)            | Goulding Kearns Ari Leff Brett McLaughlin Oscar Görres                                                         | Kearns OzGo Kearns [v]                                            | 3:37    |  |
| 17.            | "Close to Me" (com Diplo e part. de Swae Lee) | Goulding Thomas Wesley Pentz Kotecha Salmanzadeh Svensson Khalif Brown                                         | Diplo Ilya Wll Grands [a] Alvaro [a]                              | 3:02    |  |
| 18.            | "Hate Me" (com Juice Wrld)                    | Goulding Brittany Hazzard Andrew Wotman Stefan Johnson Jordan Johnson Marcus Lomax Jason Evigan Jarrad Higgins | Watt The Monsters and the Strangerz [p] Evigan [p] Gian Stone [v] | 3:06    |  |
| Duração total: | Duração total:                                | Duração total:                                                                                                 | Duração total:                                                    | 56:35   |  |

| EG.0 – Lado B – Faixa bônus da edição digital internacional |                |                                         |                                             |         |  |
| N.º                                                         | Título         | Compositor(es)                          | Produtor(es)                                | Duração |  |
| 19.                                                         | "Sixteen"      | Goulding Kearns Rachel Keen Fred Gibson | M. Wise Fred Ian Kirkpatrick [v] Kearns [v] | 3:21    |  |
| Duração total:                                              | Duração total: | Duração total:                          | Duração total:                              | 59:56   |  |

| Brightest Blue – Faixa bônus da edição Japonesa |                                                                    | |                                      |         |  |
| N.º                                             | Título                                                             | Compositor(es) | Produtor(es)                         | Duração |  |
| 19.                                             | "Close to Me (Red Velvet Remix)" (com Diplo e part. de Red Velvet) | Goulding Pentz Kotecha Salmanzadeh Svensson Wooyoung Jang Shon Seung-wan Kim Ye-rim Sungsu Min Eugene Kwon Min-Kyu Lee Lee Seu Ran | Diplo Ilya van Daalen [a] Alvaro [a] | 3:09    |  |
| Duração total:                                  | Duração total:                                                     | Duração total: | Duração total:                       | 59:44   |  |

Notas
- ↑[a]  significa um produtor adicional
- ↑[c]  significa um co-produtor
- ↑[p]  significa um produtor primário e vocal
- ↑[v]  significa um produtor vocal
- "Power" interpola "Be the One", performada por Dua Lipa e escrita por Lucy Taylor, Nicholas James Gale e Jack Tarrant.[45][46] Esta música também interpola "Georgy Porgy", performada por Toto e escrita por David Paich.[34]

## Créditos e pessoal
Músicos
| - Ellie Goulding — vocais (todas as faixas), vocais de apoio (faixas 2, 15), guitarra (faixa 7) - Joe Kearns — bateria (faixas 1, 13), teclados (faixas 1, 4, 6–8, 11, 13), programação (faixas 1, 4, 6–8, 11–14), piano (faixas 6, 10), arranjo de teclados (faixa 11), baixo (faixa 12) - Katherine Jenkinson — violoncelo (faixas 1, 6) - Ashok Klouda — violoncelo (faixas 1, 6) - Emma Denton — violoncelo (faixa 1) - John Myerscough — violoncelo (faixa 1) - Max Cooke — teclados, piano (faixas 1); arranjo de cordas (faixas 6, 12, 13) - Laurie Anderson — viola (faixas 1, 6) - Meghan Cassidy — viola (faixas 1, 6) - Beatrix Lovejoy — violino (faixas 1, 6) - Jenny Sacha — violino (faixas 1, 6) - Mandhira De Saram — violino (faixas 1, 6) - Matthew Denton — violino (faixas 1, 6) - Natalie Klouda — violino (faixas 1, 6) - Thomas Gould — violino (faixas 1, 6) - Ann Beilby — viola (faixa 1) - Timothy Grant — viola (faixa 1) - Antonia Kesel — violino (faixa 1) - Claudia Ajmone-Marsan — violino (faixa 1) - Elizabeth Cooney — violino (faixa 1) - Eloisa-Fleur Thom — violino (faixa 1) - Magdalena Filipczak — violino (faixa 1) - Martyn Jackson — violino (faixa 1) - Serpentwithfeet — vocais (faixa 1) - Nicholas Brown — vocais de fundo, arranjo de coral, maestro (faixas 2, 13), piano (faixa 13) - Olivia Williams — vocais de fundo, arranjo de coral (faixas 2, 13) - Althea Edwards — vocais de fundo (faixas 2, 13) - Angel Lindsay-Mae — vocais de fundo (faixas 2, 13) - Dee Lewis-Clay — vocais de fundo (faixas 2, 13) - Desrine Ramus — vocais de fundo (faixas 2, 13) - Gabriele Williams-Silvera — vocais de fundo (faixas 2, 13) - Hannah Khemoh — vocais de fundo (faixas 2, 13) - Joel Bailey — vocais de fundo (faixas 2, 13) - Kenneth Mark Burton — vocais de fundo (faixas 2, 13) - Mariama Frida Touray — vocais de fundo (faixas 2, 13) - Patrick Linton — vocais de fundo (faixas 2, 13) - Paul Boldeau — vocais de fundo (faixas 2, 13) - Philip Kwaku Yeboah — vocais de fundo (faixas 2, 13) - Rochelle Sanderson-Mendes — vocais de fundo (faixas 2, 13) - Serena Prince — vocais de fundo (faixas 2, 13) - Tehillah Daniel — vocais de fundo (faixas 2, 13) - Beau Blaise — vocais de fundo, programação (faixa 2) | - Jamie Scott — vocais de apoio, baixo, programação de bateria, guitarra, teclados (faixa 2) - Will Brown — vocais de apoio, sintetizador (faixa 2) - Jonny Coffer — baixo, programação de bateria, guitarra, teclados (faixa 2) - Starsmith — programação, sintetizador (faixas 3, 8, 9); teclados, percussão (faixas 3, 9); guitarra, piano, saxofone (faixa 6) - Jim Eliot — teclados, programação (faixas 4, 13); piano (faixa 12) - Mike Wise — baixo, bateria, guitarra, órgão, piano, programação, programação de sintetizador (faixa 5) - Zach Bines — vocais (faixa 5); palavra falada (faixa 13) - Patrick Wimberly — programação (faixas 6, 11); baixo, bateria, guitarra (faixa 6) - Ben Chappell — violoncelo (faixa 6) - Jason Klauber — guitarra (faixa 6) - David Wrench — programação (faixa 6) - Eoin Schmidt-Martin — viola (faixa 6) - Kotono Sato — viola (faixa 6) - Ariel Lang — violino (faixa 6) - Ciaran McCabe — violino (faixa 6) - Daniel Pioro — violino (faixa 6) - Michelle Fleming — violino (faixa 6) - Nina Foster — violino (faixa 6) - Raja Halder — violino (faixa 6) - Eli Teplin — órgão, piano, baixo sintetizador, sintetizador (faixa 8) - James Wyatt — cordas (faixas 8, 9, 11), piano (faixas 11, 14); programação, arranjo de cordas (faixa 14) - Rowan McIntosh — violão (faixa 11) - Joe Clegg — percussão (faixa 12) - Sam Thompson — piano (faixa 13) - James Brett — maestro (faixa 14) - Bob Knight — arranjo vocal (faixa 14) - Leo Kotecha — vocais de apoio (faixa 15) - Mylo Kotecha — vocais de apoio (faixa 15) - Ilya — baixo, bateria, percussão, programação (faixas 15, 17); arranjo de teclados (faixa 15); vocais de fundo, guitarra, teclados (faixa 17) - Peter Svensson — guitarra (faixas 15, 17) - Savan Kotecha — piano (faixa 15), vocais de fundo (faixa 17) - Blackbear — vocais (faixa 15) - Oscar Görres — vocais de fundo, baixo, bateria, guitarra, teclados, percussão, programação (faixa 16) - Lauv — vocais (faixa 16) - Alvaro — programação (faixa 17) - Bas van Daalen — programação (faixa 17) - Diplo — programação (faixa 17) - Swae Lee — vocais (faixa 17) - Jason Evigan — guitarra, programação (faixa 18) - The Monsters & Strangerz — programação (faixa 18) - Juice Wrld — vocais (faixa 18) |

Técnico
| - Matt Colton — masterização (faixas 1–13) - Randy Merrill — masterização (faixas 14–17, 19) - Emerson Mancini — masterização (faixa 18) - Jamie Snell — mixagem (faixas 1, 3, 8, 9, 11–13) - Serban Ghenea — mixagem (faixas 2, 5, 15–17, 19) - Jason Elliott — mixagem (faixas 4, 7, 10), engenharia (faixas 1, 4–6, 8, 12, 13, 15, 16, 18) - David Wrench — mixagem (faixa 6) - John Hanes — mixagem (faixa 14), engenharia (faixas 2, 5, 17, 19), assistência de mixagem (faixas 15, 16) - Manny Marroquin — mixagem (faixa 18) - Andy Cook — engenharia (faixas 1, 9, 11, 13), assistência de engenharia (faixa 8) - Joe Kearns — engenharia (faixas 1, 5–8, 10, 11, 13), engenharia vocal (faixa 19) - Adam Miller — engenharia (faixas 2, 13) - Martin Hannah — engenharia (faixa 2) - Patrick Wimberly — engenharia (faixas 6, 11) - Miles BA Robinson — engenharia (faixa 6) - Mathew P. Scheiner — engenharia (faixa 8) | - Nick Taylor — engenharia (faixa 14) - Ilya — engenharia (faixa 15) - Diplo — engenharia (faixa 17) - Swae Lee — engenharia (faixa 17) - Sam Holland — engenharia (faixa 17) - Randy Lanphear — engenharia, assistência de mixagem (faixa 17) - Chris Galland — engenharia de mixagem (faixa 5) - Grace Banks — assistência de mixagem (faixa 6) - Simon Gooding — assistência de mixagem (faixa 6) - Josef Gomez — assistência de mixagem (faixa 17) - Manny Park — assistência de engenharia (faixas 1, 3, 5, 6, 9, 13) - Luke Gibbs — assistência de engenharia (faixas 4, 7, 10) - Mark Knight — assistência de engenharia (faixa 12) - Rowan McIntosh — assistência de engenharia (faixa 12) - Olly Thompson — assistência de engenharia (faixa 14) - Cory Brice — assistência de engenharia (faixa 17) - Jeremy Lertola — assistência de engenharia (faixa 17) |

## Desempenho nas tabelas musicas
| Tabela musical (2020)               | Melhor posição |
| ----------------------------------- | -------------- |
| Alemanha (GfK Entertainment Charts) | 12             |
| Austrália (ARIA)                    | 25             |
| Áustria (Ö3 Austria)                | 29             |
| Bélgica (Ultratop de Valônia)       | 37             |
| Bélgica (Ultratop de Flandres)      | 17             |
| Canadá (Canadian Albums Chart)      | 38             |
| Chéquia (ČNS IFPI)                  | 58             |
| Escócia (Scottish Albums Chart)     | 2              |
| Espanha (PROMUSICAE)                | 47             |
| Estados Unidos (Billboard 200)      | 29             |
| França (SNEP)                       | 101            |
| Irlanda (Irish Albums Chart)        | 9              |
| Itália (FIMI)                       | 86             |
| Noruega (VG-lista)                  | 30             |
| Nova Zelândia (RMNZ)                | 19             |
| Países Baixos (MegaCharts)          | 94             |
| Polônia (ZPAV)                      | 24             |
| Reino Unido (UK Albums Chart)       | 1              |
| Suíça (Schweizer Hitparade)         | 9              |

## Certificações
| Região | Certificador | Certificação | Vendas   |
| --- | ------------ | ------------ | -------- |
| Canadá | Music Canada | Ouro         | 40,000‡  |
| Estados Unidos                                                                                               | RIAA         | Ouro         | 500,000‡ |
| Polônia | ZPAV         | Ouro         | 10,000‡  |
| Reino Unido                                                                                                  | —            | —            | 55,000   |
| Singapura | RIAS         | Ouro         | 5,000*   |
| *vendas+valores baseados apenas na certificação ‡vendas+valores de streaming baseados apenas na certificação |              |              |          |

## Histórico de lançamento
| Região | Data                 | Formato                                              | Versão               | Gravadora             | Ref.                                                        |
| ------ | -------------------- | ---------------------------------------------------- | -------------------- | --------------------- | ----------------------------------------------------------- |
| Várias | 17 de julho de 2020  | Box set CD cassette download digital streaming vinil | Padrão internacional | Polydor               | [ 1 ] [ 42 ] [ 71 ] [ 43 ] [ 72 ] [ 73 ] [ 74 ] [ 2 ] [ 3 ] |
| Japão  | 26 de agosto de 2020 | CD                                                   | Japonesa             | Universal Music Japan | [ 44 ]                                                      |